# Zarko Jukić
Zarko Jukić (Copenaghen, 28 luglio 1993) è un cestista danese.